# East of the River Nile
East of the River Nile is een Jamaicaans dubalbum van Augustus Pablo uit 1977.
De plaat is een van zijn bekendste albums en bevat voornamelijk instrumentale muziek. Het titelnummer, "East of the River Nile", was Pablo's doorbraak.